# Giuseppe Basso
Giuseppe Basso (1842-1895) va ser un matemàtic i físic italià especialitzat en l'estudi de la llum polaritzada.
Basso va néixer en una família molt pobre; va haver de treballar amb el seu pare, un sastre, des de la més tendra infància. Malgrat tot, després d'acabar els seus estudis a l'escola de Chivasso i al institut de Torí amb gran èxit, va mostrar una forta determinació en continuar al nivell universitari.
El 1862, va obtenir el doctorat en ciències físiques amb una tesi sobre la llum polaritzada. Poques setmanes més tad era nomeat professor de l'acadèmia militar de Torí. Simultàniament va ser professor de física de la universitat de Torí, primer com a professor substitut de Gilberto Gobi (el titular), des de 1872 com a professor ajudant i a partir de 1878 com a professor titular.
Basso és recordat sobretot pels seus treballs d'òptica física.